# Haim Ernst Wertheimer
Haim Ernst Wertheimer (hébreu : חיים ארנסט ורטהיימר 24 août 1893 - 23 mars 1978) est un biochimiste israélien.

## Biographie
Wertheimer est né à Bühl, Allemagne en 1893 et étudie dans sa ville natale et à Baden-Baden. Il commence à étudier la médecine en 1912, d'abord à Berlin, Bonn et Kiel, avant que ses études ne soient interrompues par la Première Guerre mondiale, où il sert à titre médical en Flandre et en Italie, et reçoit la Croix de fer, la deuxième classe et d'autres décorations. Après la guerre, il termine ses études de médecine à l'université de Heidelberg.
En 1920-1921, Wertheimer travaille comme médecin à l'orphelinat municipal de Berlin et obtient ensuite un poste à l'Institut de physiologie de l'Université de Halle.
Avec la montée au pouvoir des nazis en Allemagne, Wertheimer perd son emploi. En 1934, il émigre vers la Palestine mandataire et accepte un poste de directeur temporaire du Laboratoire de chimie de la faculté de médecine Hadassah de l'Université hébraïque de Jérusalem. Il continue à travailler au centre médical Hadassah jusqu'en 1963 et est doyen de l'institution dans les années 50. Werthimer est considéré comme le père du domaine du métabolisme des graisses.
En 1956, Wertheimer reçoit le prix Israël, pour la médecine et en 1964, il reçoit le prix Solomon Bublick de l'Université hébraïque de Jérusalem.